# Arcades Development
Arcades Development Plc. ist eine Aktiengesellschaft in Sambia. Sie wird an der Börse Lusaka Stock Exchange quotiert, also nicht gehandelt. Die Aktien werden von einer nicht näher aufgeschlüsselten Gruppe von Investoren gehalten. Der Firmensitz ist in Lusaka.
Das Unternehmen wurde 1900 gegründet. Seit dem 15. März 2012 ist Arcades Development eine Tochtergesellschaft von Real Estate Investments Zambia Plc (REIZ).
Arcades Development finanziert und realisierte komplexe Bauprojekte wie das Sportzentrum, das Freizeit und Unterhaltungszentrum (18.000 m², Bausumme 7 Mio. US$) oder das Shoppingcenter Manda Hill in Lusaka.